# Josef Hofmann (Bibliothekar)
Josef Hofmann (* 10. März 1896 in Simbach am Inn; † 12. Juli 1971 in Würzburg) war ein deutscher Bibliothekar.

## Wirken
Josef Hofmann studierte nach seinem Kriegsdienst im Ersten Weltkrieg von 1915 bis 1918 Anglistik, Romanistik, Skandinavistik sowie Indogermanische Sprachen an der Universität München und promovierte dort 1925. Bereits 1923 war er als Bibliotheksreferendar an der Bayerischen Staatsbibliothek in die Ausbildung für den höheren Bibliotheksdienst eingetreten und legte die Fachprüfung hierfür 1925 ab. Von 1925 bis 1930 war er dann als Bibliothekar an der Pfälzischen Landesbibliothek in Speyer tätig. Im Jahre 1930 wechselte er an die Universitätsbibliothek Würzburg und wurde dort zu einem Handschriftenspezialisten. 1938 leitete er dort die Handschriftenabteilung. Durch die frühzeitig von ihm veranlasste Auslagerung der Handschriften und Inkunabeln nach dem Beginn des Zweiten Weltkriegs konnte dieser wertvolle Bestand der Würzburger Universitätsbibliothek gerettet werden. Von 1939 bis 1947 war er als Soldat im Kriegsdienst und in der Gefangenschaft. 1954 wurde er dann stellvertretender Direktor der Universitätsbibliothek Würzburg. Sein Nachfolger wurde der Byzantinist Hans Thurn. 
Besonders zu erwähnen ist seine Erschließung der Handschriften der Hofbibliothek, Stiftsbibliothek und Stiftskirche in Aschenburg; diese Arbeiten wurde erst nach seinem Tode abgeschlossen und veröffentlicht.

## Schriften (Auswahl)
- Die nordischen Lehnwörter bei Gavon Douglas. Dissertation Universität München 1925.
- Regula Magistri XLVII und XLVIII in St. Galler und Würzburger Caesarius-Handschriften. In: Revue bénédictine, Bd. 61 (1951), H. 1/4, S. 141–166.
- (mit Bernhard Bischoff): Libri sancti Kyliani. Die Würzburger Schreibschule und die Dombibliothek im VIII. und IX. Jahrhundert (= Quellen und Forschungen zur Geschichte des Bistums und Hochstifts Würzburg, Bd. 6). Schöningh, Würzburg 1952.
- Das Amorbacher Evangeliar in Kapstadt. In: 700 Jahre Stadt Amorbach. 1253–1953; Beiträge zu Kultur und Geschichte von Abtei und Stadt. Amorbach 1953, S. 121–157.
- Zur Würzburger Beicht. In: Beiträge zur Geschichte der deutschen Sprache und Literatur, Bd. 76 (1954), S. 534–552.
- Ein fränkisches Arzneibuch von 1398 mit Ortolfs von Bayerland »Mark aller Erzneien«. In: Mainfränkisches Jahrbuch für Geschichte und Kunst. Bd. 7 (1955), S. 119–143.
- Der Klerus des Landkapitels Taubergau im Jahr 1423 nach einem Testar-Instrument. In: Aschaffenburger Jahrbuch für Geschichte, Landeskunde und Kunst des Untermaingebietes, Bd. 3 (1956), S. 91–111.
- Fragmente von Bibelkommentaren des Hrabanus Maurus. In: Würzburger Diözesangeschichtsblätter, Jg. 18/19 (1956/57), S. 5–18.
- Das älteste Evangeliar der Aschaffenburger Stiftskirche. In: Aschaffenburger Jahrbuch für Geschichte, Landeskunde und Kunst des Untermaingebietes, Bd. 4 (1957), S. 153–202.
- Verstreute Blätter eines deutsch-insularen Sakramentars aus Neustadt am Main. In: Mainfränkisches Jahrbuch für Geschichte und Kunst, Bd. 9–80 (1957), S. 133–142.
- Das Wertheimer glagolitische Missalfragment. Bemerkungen und Ergänzungen zu H. Böhms Buch. In: Würzburger Diözesangeschichtsblätter, Bd. 22 (1960), S. 108–120.
- Altenglische und althochdeutsche Glossen aus Würzburg und dem weiteren angelsächsischen Missionsgebiet. In: Beiträge zur Geschichte der deutschen Sprache und Literatur, Bd. 85 (1963), S. 28–131.
- Der Lambach-Wiener „Prosper“ (Promerius) aus Würzburg. In: Würzburger Diözesangeschichtsblätter, Bd. 25 (1963), S. 29–61.
- Die Fronleichnamsprozession in Aschaffenburg nach den Prozessionsbüchern des 14. bis 16. Jahrhunderts. In: Würzburger Diözesangeschichtsblätter, Bd. 26 (1964), S. 109–125.
- (mit Hans Thurn): Die Handschriften der Hofbibliothek Aschaffenburg (= Veröffentlichungen des Geschichts- und Kunstvereins Aschaffenburg e.V., Bd. 15). Aschaffenburg 1978.
- (mit Hermann Hauke): Die Handschriften der Stiftsbibliothek und Stiftskirche zu Aschaffenburg (= Veröffentlichungen des Geschichts- und Kunstvereins Aschaffenburg e.V., Bd. 16). Aschaffenburg 1978